# Stactobia grolin
Stactobia grolin är en nattsländeart som beskrevs av Schmid 1983. Stactobia grolin ingår i släktet Stactobia och familjen smånattsländor. Inga underarter finns listade i Catalogue of Life.